# WNER
WNER（1410 AM）是位于美国纽约州沃特敦市的一个评论性和体育类广播电台，另外还播放ESPN广播电台的节目，由斯蒂芬斯传媒集团开办。发射功率白天3.5千瓦，夜间58瓦。